# جوایز برگزیده ۲۰ ام‌نت
جوایز برگزیده ۲۰ ام‌نت (انگلیسی: Mnet 20's Choice Awards) مهمترین نمایش جوایز موسیقی است که هر ساله در کره جنوبی برپا می‌شود، و توسط سی‌جی ئی اند ام از طریق شبکه ام‌نت برگزار می‌شود.